# Dragoljub Bato Brajović
Dragoljub Bato Brajović (Podgorica, 17. lipnja 1939. – Podgorica, 16. ožujka 2022.), bio je crnogorski slikar, profesor likovne kulture i kritičar.

## Životopis
Rođen je u Podgorici, 17. lipnja 1939. godine. Osnovnu školu i Višu realnu gimnaziju završio je u Podgorici. Od 1958. do 1963. diplomirao je na Akademiji likovnih umjetnosti u Beogradu u klasi majstora-slikara Mila Milunovića. Godine 1967. završava postdiplomski studij na ALU u Beogradu, kao izvanredni student u klasi Milunovića i Zorana Petrovića. Godine 1970. je kao stipendist Francuske u Parizu, pohađao grafički atelje Johna Fridlaenndera.
Od 1987. do 1991. boravio je u Parizu kao nastavnik Jugoslavenske dopunske škole; priredio je više samostalnih izložbi. Sprovodio je stručno usavršavanje iz Povijesti moderne umjetnosti na Sorboni stekavši postdiplomske akademske stupnjeve Maitrise i D.E.A. (diploma produbljenih studija) studijsko-istraživačkim radovima "Suvremena crnogorska umjetnost i Pariška skola" i "50-e godine u suvremenoj umjetnosti". 
U ranijem razdoblju ispituje pikturalnu materiju u asocijativnim interpretacijama crnogorskog pejzaža (Brijeg od Morače, 1964. Jalova zemlja, 1964.) Poslije slika figuralne kompozicije nadrealističkog karaktera (Noć na Skadarskom jezeru, 1971.) Bavi se ilustracijom i grafičkim oblikovanjem.
Član je Udruženja likovnih umjetnika Crne Gore (ULUCG) i Saveza likovnih umjetnika Jugoslavije od 1964. Tajnik je ULUCG od 1968. do 1973. godine, a predsjednik od 1991. do 1995. Predsjednik Saveza udruženja likovnih umjetnika Jugoslavije bio je od 1992. do 1995. godine. 1990. godine izabran je za člana Svjetskog savjeta InSEA (Internacionalne Asocijacije za umjetničku edukaciju).
1982. je dobio zvanje Zaslužni likovni pedagog Jugoslavije. Bio je i dugogodišnji pedagoški radnik i inspektor Ministarstva prosvjete RCG za likovnu kulturu. Ilustrirao je više udžbenika, povremeno "Tribinu" i "Omladinski pokret". Suradnik je i u japanskoj ediciji Likovna pedagogija svijeta. S B. Karlavarisom napisao udžbenik Likovnog odgoja za osnovne škole (Titograd, 1981.) Kao predavač sudjelovao je na Regionalnom kongresu InSEA u Sofiji 1983. i na Svjetskom kongresu u Hamburgu 1987. godine.

## Nagrade
Dobitnik brojnih nagrada od kojih važnije: 
- 1962. I. nagrada za mlade crnogorske umjetnike
- 1969. Nagrada Oslobođenja Podgorice
- 1985. I. nagrada na izložbi Umjetnici Podgorice
- 1986. Orden rada sa srebrnim vijencem
- 1987. Otkupna nagrada na V Bijenalu akvarela Jugoslavije u Karlovcu
- 1990. Nagrada za kreativnost na XV Salonu slikarstva i skulpture u Bresiju (Francuska)
- 1991. I. nagrada na konkursu "Boje Miroa" (Francuska)